# Bazsó Zsigmond
Bazsó Zsigmond, írói álneve Kőműves Zsigmond (Magyarfenes, 1938. szeptember 15. – Kolozsvár, 1997. január 24.) magyar újságíró, novellista.

## Életútja
A Babeș–Bolyai Egyetem történelem szakán szerzett tanári oklevelet. Írói álnevét fiatalkori szakmája ihlette. 1963-tól a kolozsvári Igazság belső munkatársa; társadalmi tárgyú publicisztikai írásaival, szépprózájával és riportjaival más lapokban is publikált. Első karcolata 1960-ban látott napvilágot az Utunkban. Munkája a Bolond ősz című kisregény (Kolozsvár, 1970), melyben egy erdélyi falu életét festette le érzékletesen, részletekig menő tárgyi ismeret birtokában. Riporttal szerepelt a Kötések, sodrásban című antológiában (Bukarest, 1979).
Az 1989. decemberi eseményektől a kolozsvári Szabadság lapnál folytatta pályafutását. Jól ismerte a falusi embereket, maga is Magyarfenesről ingázott be minden nap a kolozsvári szerkesztőségbe.